# Arthur Newell Strahler

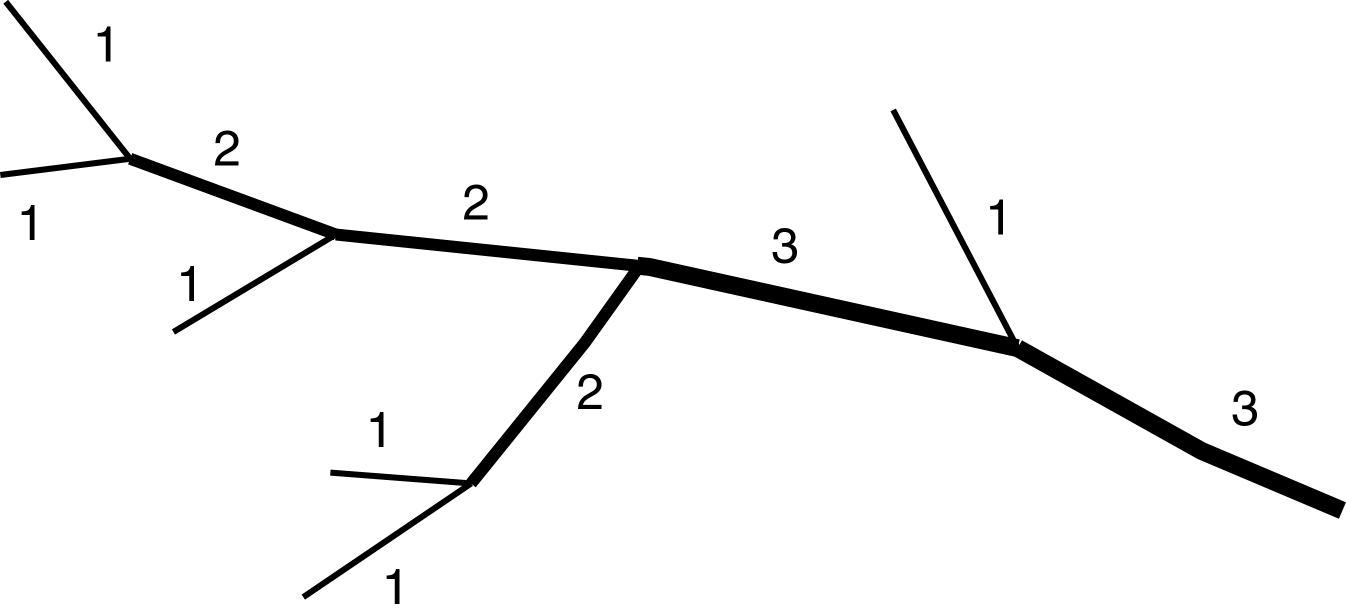
Flussordnung nach Strahler

Arthur Newell Strahler (* 20. Februar 1918 in Kolhapur, Indien; † 6. Dezember 2002) war ein amerikanischer Hydrologe und Professor der Geowissenschaften an der Columbia University. Er entwickelte 1952 ein System zur Einteilung von Flussnetzen nach der Wassermenge ihrer Zuflüsse (Flussordnungszahl nach Strahler).
Strahler war Mitwirkender bei der Verschiebung der Geomorphologie von einer beschreibenden und qualitativen Wissenschaft zu einer berechnenden und quantitativen in der Mitte des 20. Jahrhunderts.
Er ist Namensgeber und Erstautor des Strahler genannten Standardlehrbuchs für verschiedene Aspekte der physischen Geographie.

## Werke
- Dynamic basis of geomorphology. In: Geological Society of America Bulletin. Band 63, 1952, S. 923–938.
- Hypsometric (Area-Altitude) analysis of erosional topography. In: Bulletin of the Geological Society of America. Band 63, 1952, S. 1117–1142.
- Science and Earth History: The Evolution/Creation Controversy. John Wiley, New York 1987.
- Alan H. Strahler, Arthur N. Strahler (1999): Physische Geographie. Übersetzt u. bearbeitet v. Frank Ahnert, Ulmer Verlag, Stuttgart-Hohenheim